# (332733) Drolshagen
(332733) Drolshagen est un astéroïde de la ceinture principale.

## Description
(332733) Drolshagen est un astéroïde de la ceinture principale. Il fut découvert le 21 septembre 2009 à La Sagra par l'Observatoire astronomique de Majorque. Il présente une orbite caractérisée par un demi-grand axe de 2,33 UA, une excentricité de 0,03 et une inclinaison de 8,5° par rapport à l'écliptique.

## Compléments